# Irina Rodnina
Irina Rodnina (rus. Ирина Роднина; Moskva, 12. rujna 1949.) je ruska športašica u umjetničkom klizanju.
Smatra se jednom od najboljih klizačica u povijesti, a u svojoj karijeri osvojila je tri uzastopne zlatne olimpijske medalje, deset zlatnih medalja na Svjetskim prvenstvima i jedanaest zlata na Europskim prvenstvima.

## Životopis
Rođena je 12. rujna 1949. u Moskvi. Vrlo mlada počela se baviti umjetničkim klizanjem. Počela je klizati u paru s Aleksejem Uljanovim 1967., s kojim je osvojila zlatnu medalju na Zimskim olimpijskim igrama 1972. u Sapporu (Japan). Zajedno su osvojili 4 puta Svjetsko prvenstvo u umjetničkom klizanju (1969. – 1972.), kao i Europsko prvenstvo.
Krajem 1972. odlučila je promijeniti plesnog partnera pa je od tada nastupala s Aleksandrom Zajcevim, koji je kasnije postao i njezin suprug. Sa Zajcevim je osvojila zlatnu medalju na Zimskim olimpijskim igrama 1976. u Innsbrucku i ponovno na Zimskim olimpijskim igrama u Lake Placidu 1980. Na Svjetskim prvenstvima u klizanju nanizali su šest uzastopnih pobjeda (1973. – 1978.) te šest uzastopnih pobjeda na Europskim prvenstvima, a nakon toga se odlučila povući iz službene konkurencije.
Godine 1972. nagrađena je Ordenom reda Crvene zastave rada i Redom Lenjina 1976. Ostvarila je i političku karijeru.